# Hypothyris nigroapicalis
Hypothyris nigroapicalis är en fjärilsart som beskrevs av Prüffer 1922. Hypothyris nigroapicalis ingår i släktet Hypothyris och familjen praktfjärilar. Inga underarter finns listade i Catalogue of Life.